# Ciortești
Ciortești es una comuna ubicada en el distrito de Iași, Rumania.

## Superficie
Cuenta con una superficie de 65,67 kilómetros cuadrados.

## Demografía
Hasta 2021 la población era de 3551 habitantes, con una densidad de población de 54,07 habitantes por kilómetro cuadrado.